# اكوت العرب (آيت الطالب)
اكوت العرب هي إحدى مشيخات المملكة المغربية، تتبع جغرافيا لإقليم الرحامنة وإداريًا لآيت الطالب. يقدر عدد سكانها بـ 3944 نسمة حسب الإحصاء الرسمي للسكان والسكنى لسنة 2004.